# 둘레엽
둘레엽(limbic lobe) 또는 변연엽은 이마엽, 마루엽 및 관자엽의 일부로 구성된 포유류 뇌의 각 대뇌 반구의 내측 표면에 있는 둘레 계통(변연계)의 호 모양의 피질 영역이다. 용어는 모호하며, 일부 저자는 측말단 이랑(paraterminal gyrus), 뇌량하 영역(subcallosal area), 띠 이랑, 해마주위 이랑(parahippocampal gyrus), 치상 이랑(dentate gyrus), 해마 및 하층(subiculum)을 포함하며 Terminologia Anatomica에는 띠고랑(cingulate sulcus), 띠이랑, 대상이랑 협부(isthmus of cingulate gyrus), 근막 이랑(fasciolar gyrus), 해마주위 이랑(parahippocampal gyrus), 해마주위 고랑(parahippocampal sulcus), 치아 이랑(dentate gyrus), 선치상 고랑(fimbrodentate sulcus), 해마 섬유선(fimbria of hippocampus), 측부 고랑(collateral sulcus), 비강 고랑(rhinal sulcus)을 포함하고 해마는 생략한다.

## 같이 보기
- 둘레 계통 (limbic system, 변연계)